# Sofía de Roma
Sofía de Roma, también conocida como Sofía Mártir o Sonia de Roma, es honrada como una mártir cristiana. En la tradición hagiográfica, se la asocia con la figura tradicional Sofía de Milán, quien fue madre de las santas Fe, Esperanza y Caridad, cuya devoción ha sido documentada desde el siglo VI.
Sin embargo, existen discrepancias entre las tradiciones hagiográficas. Una tradición sostiene que la propia Sofía fue martirizada durante la persecución de Diocleciano (303/4), lo que contradice otra tradición más extendida (BHL 2966, con versiones en griego, armenio y georgiano). Esta última sitúa a Sofía, madre de Fe, Esperanza y Caridad, en la época del emperador Adriano (siglo II), y describe su muerte no como mártir, sino de tristeza tras la ejecución de sus hijas. Se dice que sus reliquias fueron trasladadas al convento de Eschau, Alsacia, en 778, y desde allí su culto se expandió a Alemania. El Acta Sanctorum indica que su festividad, el 15 de mayo, está documentada en breviarios alemanes, belgas e ingleses del siglo XVI.
La hagiografía católica romana del periodo moderno temprano intentó asociar a Santa Sofía venerada en Alemania con varios relatos de mártires llamadas Sofía registradas en la Edad Media. Entre estos registros se encuentra uno de la época del Papa Sergio II (siglo IX), que menciona una inscripción sobre una virgen mártir llamada Sofía en el altar mayor de la iglesia de San Martino ai Monti. Saxer (2000) sugiere que su culto podría haberse originado a finales del siglo VI, basándose en inscripciones que datan de los siglos IV al VI. 
Debido a que su festividad se celebra el 15 de mayo, Santa Sofía se convirtió en una de las "Santos del Hielo", un grupo de santos cuya celebración se asocia tradicionalmente con las últimas heladas posibles en Europa Central. En Alemania, se la conoce como kalte Sophie ("Sofía fría"), mientras que en Eslovenia es llamada poscana Zofka ("Sofía meada"), o mokra Zofija ("Sofía mojada")
Santa Sofía, está representada junto a sus hijas en una columna de la nave de la Catedral de San Esteban, en Viena; data del siglo XV.

## Iglesias

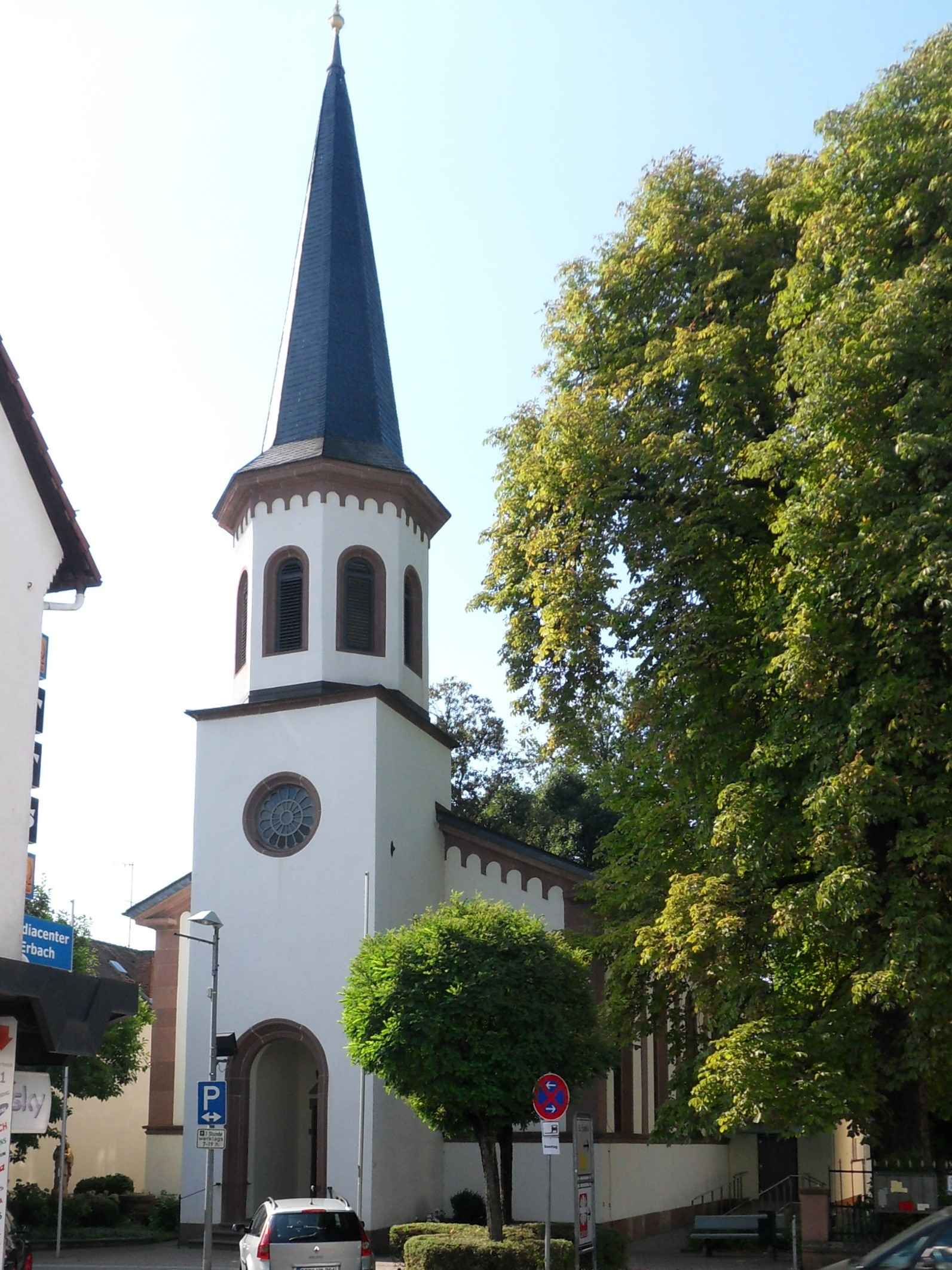
Santa Sofía, Erbach

Las iglesias dedicadas a Sofía de Roma incluyen:
- Santa Sofía en Erbach im Odenwald, Alemania.
- Santa Sofía en Brüssow, Alemania.
- St. Sophienkirche, Barmbek-Süd, Hamburgo, Alemania.
- Santa Sofía en Randau, Magdeburgo, Alemania.
- Santa Sofía de Epiro, Italia.
- Iglesia de Santa Sofía, Capri, Italia.
- Santa Sofía, Giugliano de Campania, Italia.
- Iglesia de Santa Sofía, Lendinara, Italia.
- Santa Sofía, Nápoles, Italia.
- Capilla Santa Sofía, Ille y Vilaine, Francia.
- Iglesia de Vera, Nadejda, Lubov y su madre Sofía, San Petersburgo, Rusia.
- Iglesia de las Santas Sofía y Tatiana de Roma en el Hospital Clínico Pediátrico Filatov, Moscú, Rusia.
- Iglesia Ortodoxa Griega de Santa Sofía, Surry Hills, Sídney, Australia.
- Catedral de Santa Sofía (Miami).